# Claude (Texas)
Claude es una ciudad ubicada en el condado de Armstrong en el estado estadounidense de Texas. En el Censo de 2010 tenía una población de 1.196 habitantes y una densidad poblacional de 268,94 personas por km².

## Geografía
Claude se encuentra ubicada en las coordenadas 35°6′27″N 101°21′46″O / 35.10750, -101.36278. Según la Oficina del Censo de los Estados Unidos, Claude tiene una superficie total de 4.45 km², de la cual 4.44 km² corresponden a tierra firme y (0.06%) 0 km² es agua.

## Demografía
Según el censo de 2010, había 1.196 personas residiendo en Claude. La densidad de población era de 268,94 hab./km². De los 1.196 habitantes, Claude estaba compuesto por el 92.64% blancos, el 0.33% eran afroamericanos, el 0.84% eran amerindios, el 0% eran asiáticos, el 0% eran isleños del Pacífico, el 5.1% eran de otras razas y el 1.09% pertenecían a dos o más razas. Del total de la población el 7.61% eran hispanos o latinos de cualquier raza.